# Huperzia sotae
Huperzia sotae là một loài thực vật có mạch trong Họ Thạch tùng. Loài này được (Rolleri) Holub mô tả khoa học đầu tiên năm 1985.